# Josip Pančić
Josip Pančić, srbski zdravnik in botanik, , * 17. april 1814, Ugrini pri Bribirju, † 8. marec 1888, Beograd.
Bil je prvi predsednik Srbske kraljeve akademije.
Po rodu je bil iz Vinodola na Hrvaškem. Medicino je študiral v Budimpešti. Na Dunaju je živel leta 1845, kjer se je izpopolnjeval v botaničnem študiju in se seznanil z Vukom Karadžićem. Leta 1846 se je preselil v Srbijo, kjer je najprej delal kot zdravnik v tovarni stekla pri Jagodini, istočasno pa se je ukvarjal tudi s prirodoslovnimi raziskovanji. Leta 1856 je postal profesor na liceju v Beogradu; od tedaj je neutrudljivo preučeval rastlinstvo Srbije. Odkril je okoli 100 novih do tedaj neznanih vrst, med katerimi sta tudi omorika (Picea omorica), znana kot Pančićeva smreka, in Ramonda serbica. Objavil je več znanstvenih del. Po pomembnosti je na prvem mestu Flora kneževine Srbije, natisnjena leta 1884. Poleg tega je sam ali v soavtorstvu objavil več kot 100 prispevkov o rastlinstvu Bolgarije in Črne gore ter opisal veliko novih rastlinskih vrst tedanje Srbije. Po njem je ime dobil najvišji vrh Kopaonika, 2017 m visoki Pančićev vrh.